# Anomotoma octocostata
Anomotoma octocostata là một loài bọ cánh cứng trong họ Cerambycidae.